# نانسي هيوستن
نانسي هيوستن (بالفرنسية: Nancy Huston) ولدت في 16 سبتمبر 1953 بكالغاري في ألبرتا بكندا، وهي فرنسية كندية من خلفية إنجليزية فرنسية. عاشت بباريس في فرنسا منذ عام 1970.

## روابط خارجية
- نانسي هيوستن على موقع IMDb (الإنجليزية)
- نانسي هيوستن على موقع الموسوعة البريطانية (الإنجليزية)
- نانسي هيوستن على موقع ميوزك برينز (الإنجليزية)
- نانسي هيوستن على موقع قاعدة بيانات الفيلم (الإنجليزية)